# David Hackworth
 (avril 2019).
Si vous disposez d'ouvrages ou d'articles de référence ou si vous connaissez des sites web de qualité traitant du thème abordé ici, merci de compléter l'article en donnant les références utiles à sa vérifiabilité et en les liant à la section « Notes et références ».
David Hackworth, né le 11 novembre 1930 à Ocean Park en Californie et mort le 4 mai 2005 à Tijuana au Mexique, est un membre décoré des Forces armées des États-Unis qui a servi pendant plus de trois décennies et combattu au cours de la guerre de Corée et de la guerre du Viêt Nam.

## Publications
- (en) Avec S. L. Marshall, Vietnam Primer, Lancer Militaria, décembre 1983, 58 p. (ISBN 978-0-318-36168-0)
- (en) Hazardous Duty : America's Most Decorated Living Soldier Reports from the Front and Tells it the Way it is, William Morrow, 1996, 350 p. (ISBN 978-0-688-14718-1)
- (en) Avec Eilhys England, Steel My Soldiers' Hearts : The Hopeless to Hardcore Transformation of U.S. Army, 4th Battalion, 39th Infantry, Vietnam, Touchstone, 6 mai 2003, 464 p. (ISBN 978-0-743-24613-2)
- (en) The Price of Honor, Knopf Doubleday Publishing Group, 6 juin 2012, 512 p. (ISBN 978-0-307-81910-9)
- (en) About Face : The Odyssey of an American Warrior, Avid Reader Press / Simon & Schuster, 29 septembre 2020, 896 p. (ISBN 978-1-439-14450-3)